# Brzezina
Brzezina (en polonès, el bosc de bedolls) és una pel·lícula dramàtica polonesa de 1970 dirigida per Andrzej Wajda basada en una novel·la de Jarosław Iwaszkiewicz.

## Argument
En un petit poble de Polònia, Boleslaw viu sol amb la seva filla petita des de la mort de la seva dona en una casa enmig del bosc, desesperat. Stanislaw, el germà de Boleslaw, un dandi alegre i simpàtic, arriba al poble, on arriba a posar fi als seus dies, patint una tisi en fase terminal. Aquest últim, sabent que estava condemnat, va decidit a gaudir de la vida fins al final.

## Repartiment
- Olgierd Łukaszewicz - Stanislaw
- Daniel Olbrychski - Boleslaw
- Emilia Krakowska - Malina
- Marek Perepeczko - Michal
- Elzbieta Zolek - Ola
- Danuta Wodyńska - Katarzyna

## Distincions
La pel·lícula fou presentada a la Quinzena de Cineastes del 25è Festival Internacional de Cinema de Canes. Va participar al 7è Festival Internacional de Cinema de Moscou on Wajda va guanyar el Premi d'Or a la Direcció i Daniel Olbrychski va guanyar el premi al millor actor.